# Kovácsy Kálmán
Kovácsy Kálmán, 1882-ig Kovacsik (Balassagyarmat, 1862. szeptember 20. – Rákospalota, 1932. április 13.) evangélikus lelkész, országgyűlési képviselő (Pest- Pilis- Solt- Kiskunmegye, Fülöpszállás kerület), tanító, a Pittsburghi Egyetem díszdoktora (USA, Pennsylvania).

## Politikai pályája
Apja Kovacsik József 48-as honvéd volt, majd Balassagyarmaton tanítóskodott. Miután 15 évig evangélikus lelkész volt, Rákospalotán országgyűlési képviselőnek jelölték, mivel jelentős köztiszteletnek örvendett. A helyi függetlenségi pártban ekkor már huzamosabb ideje vezető szerepet töltött be. Az 1910-i évi általános választásokon a fülöpszállási kerületben Kossuth-párti programjával legyőzte Herman Ferenc Justh-párti képviselőt.
1919-ben a tanácsköztársaság több hónapra politikai túszként a budapesti gyűjtőfogházba zárta. 1920 áprilisában, mint szabad ember visszalátogatott a fogházba, lelkészként megbocsátott fogva tartóinak.

## A New York-i Kossuth szobor avatása
Kossuth Lajos emlékére New Yorkban 1928-ban szobrot állítottak. Amely ma is áll a Lajos Kossuth Statue, Riverside Drive and West 113th Street, NYC címen.
A szoboravatáson magyar zarándokok százai vettek részt, köztük Kovácsy Kálmán is.
A Kossuth szobor avatás alkalmából beszédet tartott az emigrált magyarság körében. A szoboravatás után ellátogatott a Fehérházba a magyar küldöttség tagjaként, ahol találkozott az Amerikai Egyesült Államok 30. elnökével John Calvin Coolidge, Jr. személyében. Majd a Pennsylvania állami Pittsburgh Egyetemre utazott, ahol díszdoktorrá avatták, ünnepélyes keretek között átvette az egyetem kulcsát.

## Rákospalota történelmében betöltött szerepe
Rákospalota nagyközség dinamikus fellendülése városi kereteket kívánt, így már 1911-ben felmerült a várossá nyilváníttatás terve. Az ötletgazda Kovácsy Kálmán evangélikus lelkész, képviselő- testületi tag volt. A századelő viharos belpolitikai körülményei, valamint a kibontakozó világháború nem tették lehetővé a terv megvalósulását. 1950. január 1-jével csatolták Budapesthez, a XV. kerület részeként.

## A kor kulturális életében betöltött szerepe
A könyvtári és a kivándorlási bizottság tagja is volt a parlamentben. Az 1881-ben megalakult Negyvennyolcas Függetlenségi Kör tagja volt. A kultúrában a nemzeti értékeket képviselte, illetve ezen értékek minden módon történő terjesztése, népszerűsítése állt tevékenysége középpontjában. Az első negyvennyolcas egyesület volt az országban és fennállása során számos közéleti eseménnyé váló rendezvényt szervezett. Természetesen elsődleges szerepe volt mindenkor a forradalom és szabadságharc helybéli emlékének ébrentartásában és ápolásában, az ünnepek megszervezésében és lebonyolításában.

## Emléke
Budapest XV. kerületének Rákospalotának díszpolgára, ahol teret is neveztek el róla.